# Wasilis Spanulis

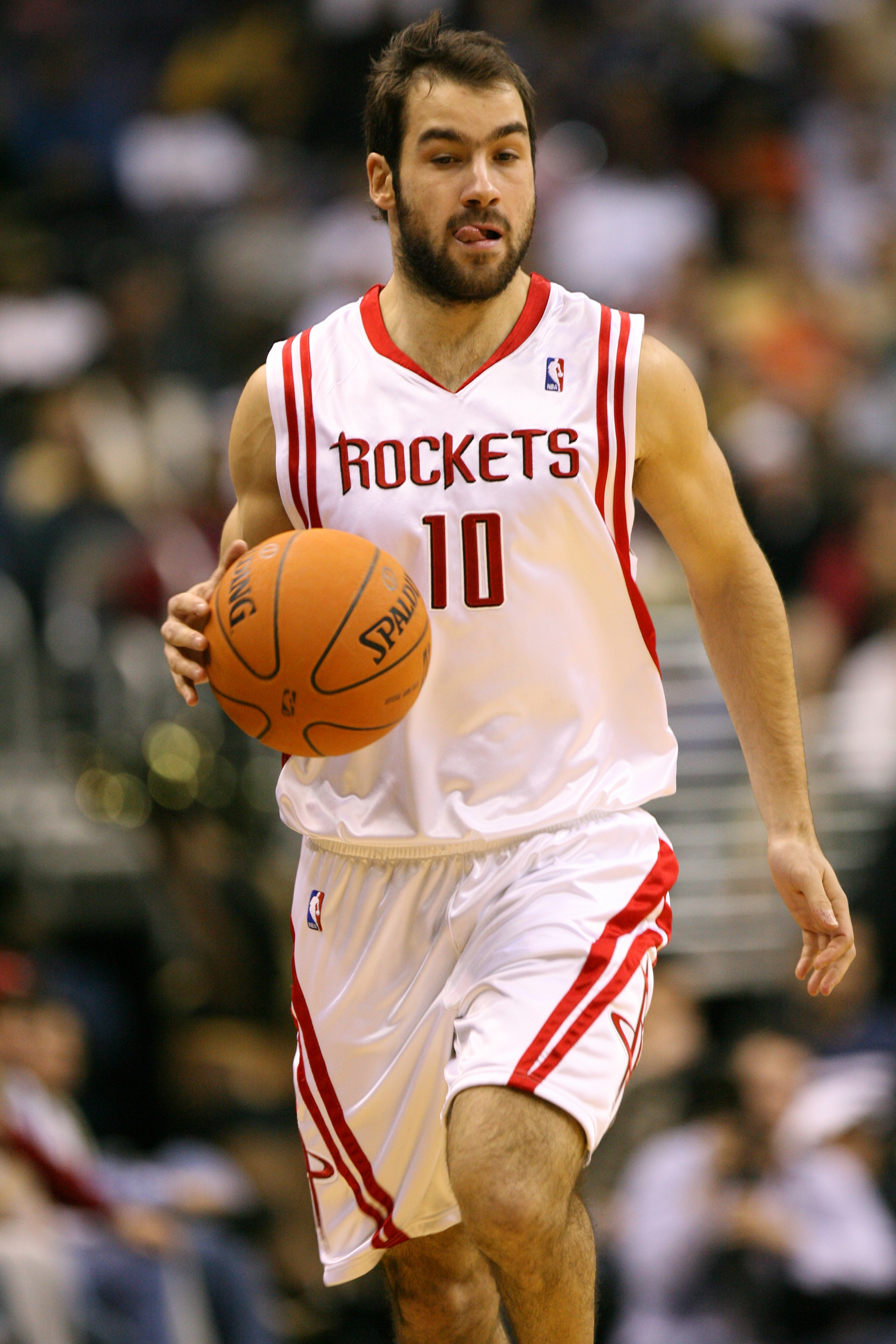
Spanulis w barwach Houston Rockets.

Wasilis Spanulis (gr. Βασίλης Σπανούλης; ur. 7 sierpnia 1982 w Larisie) – grecki koszykarz występujący na pozycji rozgrywającego, olimpijczyk, wielokrotny mistrz Grecji oraz Euroligi, mistrz Europy (2005), wicemistrz świata (2006).
W 2004 roku został wybrany w drafcie NBA przez Dallas Mavericks - II runda, 50 numer.

## Osiągnięcia
Stan na 22 czerwca 2021, na podstawie, o ile nie zaznaczono inaczej.

### Klubowe
- Mistrz:
  - Euroligi (2009, 2012, 2013)
  - Grecji (2006, 2008, 2009, 2010, 2012, 2015, 2016)
- Wicemistrz:
  - Euroligi (2015, 2017)
  - EuroChallenge (2004)
  - Grecji (2004, 2011, 2013, 2014, 2017, 2018)
- Brązowy medalista mistrzostw Grecji (2005)
- Zdobywca pucharu Grecji (2006, 2008, 2009, 2011)
- 4. miejsce w Pucharze Koracia (2002)
- Finalista pucharu Grecji (2002, 2010, 2012, 2013, 2018)

### Indywidualne
- MVP:
  - Euroligi (2013)
  - finałów ligi greckiej (2006, 2008, 2015, 2016)
  - Final Four Euroligi (2009, 2012, 2013)
  - ligi greckiej (2005, 2006, 2009, 2012, 2016)
  - Pucharu Interkontynentalnego (2013)
  - miesiąca Euroligi (luty, listopad 2012, październik 2014)
  - kolejki Euroligi (2 – 2005/06, 8 – 2013/14, 1 TOP 16 – 2013/14)
- Największy postęp w ligi greckiej (2004)
- Najlepszy Młody Zawodnik ligi greckiej (2003)
- Najbardziej popularny zawodnik ligi greckiej (2015, 2017)
- Zaliczony do:
  - I składu:
    - Euroligi (2012, 2013, 2015)
    - ligi greckiej (2005, 2006, 2008, 2009, 2011–2013, 2015–2017)

  - II składu Euroligi (2006, 2009, 2011, 2014, 2018)
  - składu dekady Euroligi 2010–2020 (2020)[3]
- Uczestnik meczu gwiazd ligi greckiej (2005, 2006, 2008–2011, 2013, 2014, 2018, 2019)
- Lider:
  - strzelców finałów Euroligi (2013)
  - ligi greckiej:
    - w asystach (2008, 2013, 2017)
    - całego sezonu (regularny + play-off) w asystach (2005)
- Bałkański Sportowiec Roku (2009)

### Reprezentacja

#### Seniorów
Drużynowe
- Mistrz:
  - Europy (2005)
  - turnieju Akropolu (2004–2010, 2013, 2015)
  - Kontynentalnego Pucharu Stankovicia w 2006
- Wicemistrz Świata (2006)
- Brązowy medalista mistrzostw Europy (2009)
- Uczestnik:
  - mistrzostw:
    - świata (2006, 2010 – 11 m.)
    - Europy (2005, 2007 – 4 m., 2009, 2013 – 11 m., 2015 – 5 m.)

  - igrzysk olimpijskich (2004 – 5 m., 2008 – 5 m.)
  - kwalifikacji do igrzysk olimpijskich (2012 – 5 m.)

Indywidualne
- MVP turnieju Akropolu (2007, 2009)
- I skład EuroBasketu 2009

#### Młodzieżowe
- mistrz Europy U-20 w 2002
- Wicemistrz igrzysk śródziemnomorskich (2001)
- Brązowy medalista mistrzostw Europy U-18 (2000)